# Diego Alexánder Ruiz Restrepo
Diego Alexánder Ruiz Restrepo (Cali, Colômbia) ou só Diego Ruiz, também apelidado de psicopata de Meiggs, é um serial killer preso em Santiago, Chile, em 9 de novembro de 2020, acusado de ter assassinado 8 moradores de rua no início de novembro de 2020.
As vítimas, no entanto, podem passar de 15 e o caso ainda continua em investigação (janeiro de 2021).
O maior jornal colombiano, o El Tiempo, que fez uma vasta cobertura do caso, disse que sua "mente era doentia" e chamou seu modus operandi de "aberração".

## Antecedentes e contexto
Ruiz migrou como turista para o Chile aos 22 anos de idade, em 2013. Neste país teve diversos empregos, principalmente ligados à construção civil. "Aos 22 anos, idade que tinha quando viajou para o Chile, Diego professava a fé cristã, igual a sua família, querida e apreciada pela comunidade onde mora, em Cali", escreveu o Infobae.
Segundo relatos, ele era conhecido por se envolver constantemente em conflitos na vizinhança onde morava, como discussões, tendo inclusive ameaçado vizinhos com uma arma branca. Também já tinha passagem policial por furtos. Foram suas passagens pela polícia por furto, ameaças e uso de arma branca que impediram que ele conseguisse um visto de residência permanente no Chile.
Ele foi preso em 09 de novembro de 2020, acusado de matar oito (08) pessoas no bairro Meiggs, na capital chilena. Tinha então 30 anos de idade.
Segundo o subsecretario do Interior, Juan Francisco Galli, o governo chileno havia tentado expulsar Ruiz Restrepo por estar ilegalmente no país, mas isto não teria acontecido pela "burocracia do Poder Judicial".

## Modus operandi
"O aberrante modus operandi de Diego surpreendeu até os especialistas em psicologia criminal", escreveu o El Tiempo em 11 de novembro de 2020, dois dias após a prisão de Ruiz, reportando que ele atacava suas vítimas com uma faca enquanto elas dormiam nas ruas.
"Ele era muito impulsivo, já que matou oito pessoas em apenas uma semana", disse ao El Tiempo o psicólogo forense especialista em análise de conduta criminal, Belisario Valbuena.

## Perfil das vítimas
Moradores de rua, de ambos os sexos.
Segundo o psicólogo Valbuena, Ruiz escolheu este perfil "porque eram pessoas das quais a família não sentia falta, muitas das quais não se pode nem identificar".

## Área de atuação
Bairro de Meiggs, no centro da capital do Chile.

## Cronologia e vítimas
- 1 de novembro, às 06h15min: Carlos Rivas, um colombiano oriundo de Cauca, apunhalado diversas vezes;

- 1 de novembro, pelas 06h50min: um idoso de 64 anos;

- 8 de novembro: 5 pessoas num intervalo de 3 horas.

## Investigações e prisão
Segundo o Infobae, a investigadora-chefe Pamela Contreras disse que a polícia se deu "conta de que era um sujeito que estava repetindo um padrão, que fazia sequências de caminhadas entre setores que eram idênticos" entre as duas semanas em que os crimes aconteceram.
Os crimes foram resolvidos porque imagens foram captadas por câmeras de segurança. Posteriormente, as roupas usadas por Ruiz enquanto cometia os crimes, incluindo um capuz, foram encontradas em sua casa.
Ruiz foi preso para investigação em 09 de novembro, mas dias depois um juiz decretou a prisão preventiva por que ele "representava ser um perigo para a sociedade". Segundo o juiz, com base nas investigações, Ruiz atacou suas vítimas "indiscriminada e brutalmente" sem "provocação alguma" e sem "chance de defesa das vítimas".
Ele estava inicialmente envolvido com oito assassinatos, mas as investigações apontam que pode haver ao menos 15 vítimas.
Cumpre prisão preventiva (em janeiro de 2021) na  Unidade Especial de Alta Segurança de Santiago.